# کالای زیست‌محیطی

پارک ملی یوسمیتی، نمونه‌ای از کالاهای زیست‌محیطی.

کالاهای زیست‌محیطی (به انگلیسی: Environmental good) معمولاً کالاهای غیربازاری هستند، از جمله هوای پاک، آب پاک، چشم‌انداز مناسب، زیرساخت‌های حمل‌ونقل سبز (مسیرهای پیاده‌روی، مسیرهای دوچرخه‌سواری، راه‌های سبز و غیره)، پارک‌های عمومی، پارک‌های شهری، رودخانه‌ها، کوه‌ها، جنگل‌ها و ساحل دریا. کالاهای زیست‌محیطی زیرمجموعه‌ای از کالاهای عمومی هستند. نگرانی در مورد کالاهای زیست‌محیطی بر اثراتی است که بهره‌برداری از سیستم‌های بوم‌شناختی بر اقتصاد و رفاه انسان‌ها و سایر گونه‌ها و نیز بر محیط زیست می‌گذارد. پرداخت نکردن هزینه اولیه توسط کاربران و عوامل بیرونی مانند آلودگی که می‌تواند به کالاهای زیست‌محیطی به‌طور نامحدود آسیب برساند، از چالش‌های موجود در حفاظت از کالاهای زیست‌محیطی است.